# Zündkette
Zündkette nennt man in der Sprengtechnik mehrere nacheinander angeordnete Zündelemente, die die Detonation einer Wirkladung ermöglichen. Zündketten können auch Anzündelemente enthalten. Der Begriff ist abzugrenzen von der Anzündkette, die den Abbrand oder die Deflagration einer Wirkladung ermöglichen. Üblicherweise setzen Sprengladungen detonativ um und werden daher gezündet. Treibladungen brennen ab und werden im Unterschied angezündet.